# Solanella rosea
Solanella rosea — паразитичний гриб, що належить до монотипового роду  Solanella.